# 梁元碧
梁元碧，三国时休屠胡（屠各胡）首领。
曹魏曹芳正始元年（240年），蜀汉将领姜维出陇西。曹魏雍州（治长安，今陕西西安市西北）刺史郭淮进军追至强中，姜维退军，郭淮讨羌族迷当等，安抚氐族三千馀落，将他们迁徙到关中。凉州休屠胡梁元碧等率种落二千余家依附雍州。左将军郭淮奏请朝廷，使他们居住在安定郡高平县（今宁夏固原），其后因置西州都尉。